# Роботизированная коробка переключения передач

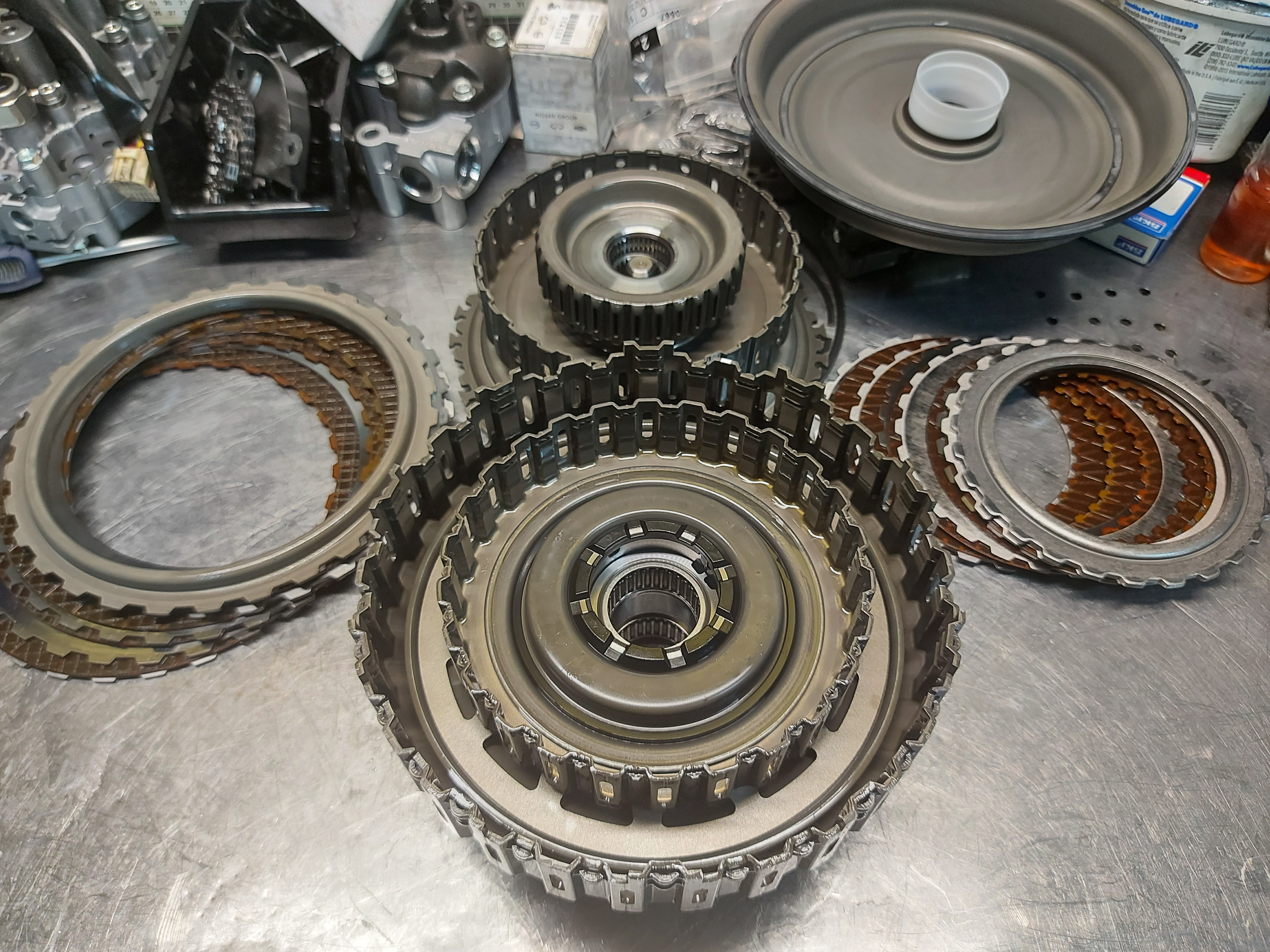
DQ250

Роботизированная коробка передач (в просторечии робот, здесь и далее — РКП) — коробка передач, в которой конструкция узла, ответственного за и дробление силового диапазона по передачам, в общем и целом выглядит как на механической КП, но при этом сама КП работает автоматически и не требует вмешательства водителя в процесс переключения. В отличие от традиционных гидроавтоматов, в РКП затруднена автоматизация процессов работы без вспомогательной электроники, поэтому РКП стали возможны только вместе с появлением компактных и надёжных микропроцессорных систем управления.
Одной из первых массовых моделей стала американская грузовая 10-скоростная РКП Eaton Autoshift для седельных тягачей, разработанная на основе 10-скоростной несинхронизированной МКП Fuller RTO-10, и выпускающаяся с 1997 года до сих пор (2020 год). На современной транспортной технике РКП применяются наравне с гидромеханическими АКП как на грузовых, так и на легковых автомобилях, и могут быть выполнены на основе двух принципиально отличающихся механических схем: РКП с одним сцеплением и РКП с двумя сцеплениями.
В европейском техническом лексиконе вне зависимости от языка РКП обычно обозначаются аббревиатурой AMT — Automated Manual/Mechanical Transmission. Дополнительно к этому РКП с двумя сцеплениями могут обозначаться как DCT — Dual Clutch Transmission, хотя определение «автоматическая» здесь и опускается.

## Органы управления
Как и на других видах автоматических трансмиссий, у водителя всего две педали: тормоз и газ. Поведение РКПП на минимальной скорости отличается от АКПП, и РКПП может как эмулировать гидроавтомат (на малых скоростях гидротрансформатор превращается в понижающую передачу и перебарывает тормозное усилие, отсюда — управление педалью тормоза), так и работать совершенно по-другому (например, ехать от лёгкого нажатия газа). Известен случай: первые версии однодискового робота ВАЗ ехали от лёгкого нажатия газа, но в дальнейших модификациях добавили в прошивку частичную эмуляцию гидро-АКПП.
Селектор РКПП имеет режимы:
- Reverse — задний ход.
- Neutral — нейтральная передача (например, для буксировки).
- Drive или Auto — движение вперёд.
- ± или Manual — режим «типтроник» с полуавтоматическим переключением.

Режим стоянки Parking есть в коробке DSG производства Volkswagen и отсутствует в РКПП производства ВАЗ. Водитель ВАЗа оставляет машину в режиме N (на нейтральной передаче) или D/R (на первой/задней). Как и с АКПП, режим P дополняет, а не заменяет стояночный тормоз и не удержит автомобиль на склоне.

## История
Механическая коробка передач требует тонкой работы педалью сцепления, и для решения этого вопроса конструкторская мысль пошла разными путями. Один из них — сделать совершенно другой механизм, в котором скорость переключается защемлением той или иной части многоступенчатой передачи, а толчки, возникающие при этом, гасятся жидкой средой — так работает традиционная гидромеханическая АКПП. Второй более прямолинейный — заставить автоматику выжимать сцепление. Первый действующий вариант такой коробки — Saxomat — выпущен в 1957 году. Эта коробка только выжимала сцепление, передачи приходилось переключать вручную.
Ещё до войны знаменитый Адольф Кегресс описал принципиальную схему коробки с двумя сцеплениями. Неизвестно, воплотил ли кто-то тогда её в металле. В 1980-е годы идею подхватили гоночные инженеры Porsche, сделав первый действующий вариант РКПП с двумя сцеплениями на аналоговой элементной базе. Коробка вышла тяжёлой и ненадёжной, для старта требовалось ножное сцепление, однако начало было положено, Porsche 956 выступал и показывал неплохие результаты, и система продолжала совершенствоваться в гоночных автомобилях. Оказалось, впрочем, что конструкции с одним сцеплением, сделанные из современных материалов, тоже достаточно быстро переключают. Современная коробка гоночных болидов высоких серий, в том числе «Формулы-1» — полуавтомат с одним сцеплением (для простоты последовательный кулачковый, что вполне приемлемо в гонках).
В 2003 году Volkswagen AG выпустил первый двухдисковый «робот» для дорожных машин. И сегодня Volkswagen DSG — самый известный и распространённый из роботов с двумя сцеплениями, а мехатроник — прозвище исполнительного механизма любого робота (так он называется у Volkswagen). Если робот с двумя масляными сцеплениями Volkswagen DSG6 DQ250 мало отличался по статистике отказов от других коробок, то «младший брат» Volkswagen DSG7 DQ200 с двумя сухими сцеплениями оказался довольно неудачным. Производитель сказал: это очень перспективная коробка и он не будет от неё отказываться, взамен он даёт гарантию на 5 лет или 150 тыс. км пробега. С 2014 года коробку признали достаточно надёжной и отказались от такой гарантии.
Одновременно с двухдисковыми появлялись и однодисковые роботы — ничего общего с гоночными конструкциями они не имели, это была проверенная механика, к которой приделали исполнительные механизмы. Маркетинговый и инженерный эксперимент не удался: первые «роботы» переключались как выпускники автошкол, с рывками и толчками. К концу 2010-х жёсткие экологические нормы вынудили европейских производителей массово принять РКПП.
Помимо двух традиционных схем — с одним и двумя сцеплениями — существуют и экзотические схемы. Запатентована коробка с тремя сцеплениями. Редко встречается «автомат без гидротрансформатора» — помесь «автомата» и «робота», гидравлическая планетарная коробка со сцеплением. Один из фрикционов («сцепление») используется для трогания, его делают прочнее, прописывают особые алгоритмы управления. Дальнейшее переключение — как на АКПП. Встречаются и вариаторы без гидротрансформатора. Koenigsegg Jesko оснащён 9-скоростной трёхвальной коробкой без муфт переключения, но с 7-ю фрикционами.

## Устройство
Однодисковая РКПП представляет собой механическую коробку передач со сцеплением, на которой установлены два привода (актуатора): один отвечает за выжим сцепления, второй за выбор и переключения передач. Приводы могут быть как электрическими (управляются моторами) Toyota Corolla, так и гидравлическими (управляются соленоидами) Citroen Picasso.
Если коробка гидравлическая (обычно применяется в дорогих автомобилях), есть также насос, поддерживающий давление в гидросистеме, и гидроплита (пути для масла и посадочные места для клапанов, сделанные в большой металлической плите). Интересно поступили в двухдисковой коробке DSG7 DQ200, устанавливаемой в маломощных авто Volkswagen: она электрогидравлическая, с маломощным электрическим насосом, не способным поддерживать давление, если начнётся расход жидкости. Гидравлический насос работает по принципу шестерёнчатого насоса. Он всасывает гидравлическое масло и подаёт его в масляный контур с давлением 70 бар. Давление поддерживает гидроаккумулятор (ресивер). Если в автомате селектор — несколько клапанов на общем штоке, то селектор робота — чисто электрический выключатель, обработкой режимов занимается процессор.
Важное ноу-хау автопроизводителей — алгоритмы переключения: робот должен приспосабливаться к естественному износу диска сцепления, не мешать водителю неудачными переключениями, исполнять различные приёмы езды на ручном автомобиле. Робот Opel Easytronic принимает информацию с датчиков АБС и не переключается, если автомобиль поворачивает — а отпускание газа, наоборот, сигнал к переключению. В Lada Vesta реализованы такие народные приёмы вождения, как стоянка на передаче, зимнее трогание со 2-й передачи, запуск двигателя «с толкача», вытаскивание из грязи «враскачку». В Lamborghini Aventador стоит робот с одним сцеплением, но вилками управляют четыре независимых гидропривода, а соседние передачи (кроме последней пары, 6-7) стоят на разных вилках, что и даёт спорткару время переключения в солидные 50 мс. Грузовая коробка Volvo I-Shift несинхронизированная, синхронность вращения валов достигается программно.
Практически все автомобили с роботами снабжаются автоматическими противооткатными системами (hill assist). Несрабатывание этой функции может вызвать неудобство, а то и аварию.
Для переключения робот берёт информацию из самых разных систем автомобиля, и при отказе этих датчиков возможны ошибки. Очень многие роботы перестают нормально работать при отказе стоп-сигнала.

## Двухдисковая (преселективная) РКПП

Примерное устройство двухдисковой РКПП для переднеприводных автомобилей. Чёрная паразитная шестерня — корзина дифференциала. Не показаны задняя передача, вилки и муфты переключения.

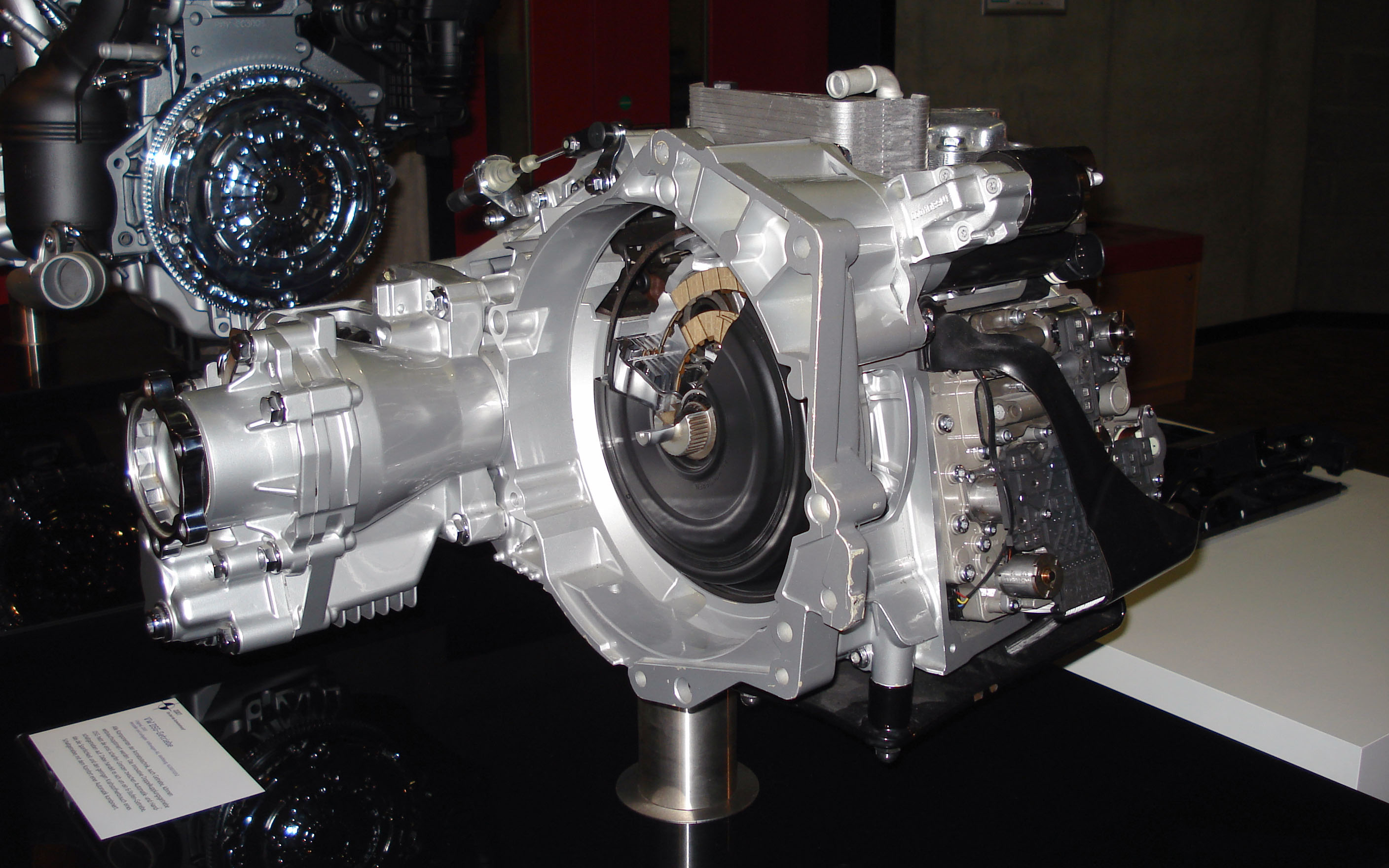
Разрезанная коробка Volkswagen DSG6 с двумя масляными многодисковыми сцеплениями. Видны концентрические диски сцеплений.

Двухдисковая РКПП представляет собой две параллельные МКПП с двумя сцеплениями в одной, одна для чётных передач, другая — для нечётных. Когда автомобиль едет на 1-й передаче, на нечётной коробке включены 1-я передача и сцепление, на чётной — только 2-я передача и сцепление разомкнуто.
Когда возникает потребность переключиться на 2-ю передачу, одно сцепление выключается, другое — включается. Когда компьютер видит, что водитель продолжает разгоняться, он подготавливает на нечётной коробке 3-ю передачу, и когда настанет пора переключиться, он снова разомкнёт одно сцепление и сомкнёт другое.
Потому коробка называется преселективной («с предварительным выбором») — пока автомобиль едет на 2-й передаче, коробка заранее готовит 3-ю, чтобы потом быстро переключиться на неё. Двухдисковые РКПП переключаются за 0,2 с и даже быстрее, не разрывая поток мощности, но только на ту передачу, которая подготовлена заранее. Ошибки в предсказании (например, резкое ускорение из экономичного режима, а значит, срочный спуск на две-три передачи) приводят к задержке.
Главные достоинства двухдисковых роботов — плавное переключение и экономия топлива. Недостатки — та самая задержка при разгоне, цена на уровне автомата, не лучшее поведение на низких скоростях и плохо отработанный (на 2018) ремонт — так, Volkswagen AG при большинстве проблем просто меняет блок сцеплений или мехатроник.
Примечание. Преселективными также назывались механические коробки, в которых указание следующей передачи происходит до включения: при сдвиге селектора взводятся пружины или переключаются пневмоклапаны, при нажатии педали сцепления они срабатывают и автоматически устанавливают передачу. Это никак не связано с РКПП.

## Применение
На 2019 год двухдисковая РКПП применяется в самых разных классах автомобилей. На автомобилях недорогого и среднего класса она хвастается сравнимой с «автоматом» ценой и расходом как на МКПП. Так, заявленный расход 122-сильного турбированного Volkswagen Golf — 5,9 л/100 км на «роботе» и 6,3 на ручной.
На спортивных автомобилях двухдисковые «роботы» любят за быстрое переключение, а значит, динамичный разгон. Так, 1200-сильный Bugatti Veyron оснащён 7-скоростным «роботом» и разгоняется до 100 км/ч за 2,5 с. 425-сильный BMW M3 с ручной коробкой разгоняется до 100 км/ч за 4,1 с, с «роботом» — за 3,9.
Mitsubishi Fuso Truck and Bus Corporation первой оснастила грузовик двухдисковым роботом в 2011 году. Впоследствии идею подхватили другие производители (John Deere — 2012, Volvo — 2014), но на 2019 такие грузовики остаются экзотикой: сложные конструкции не прибавляют грузовику рентабельности.
Робот неприменим во внедорожниках, строительной технике: на минимальной скорости с большой тягой гидротрансформатор работает лучше.
Автомат без гидротрансформатора встречается крайне редко, в основном в дорогих представительских машинах (Aurus Senat, спортивные комплектации Mercedes-Benz S-класса). Хотя были предложения оснастить таким автоматом и ВАЗы. Вариатор без гидротрансформатора встречается, например, в кроссовере Subaru Forester.
Однодисковая РКПП в легковых автомобилях на 2019 год из-за дешевизны и принципиальных недостатков (требует времени на переключение, и эти переключения происходят в неконтролируемые моменты) применяется только в недорогих автомобилях (например, Lada Vesta). В модельных рядах крупных марок (Volkswagen, Hyundai, KIA, Ford) на 2019 год нет однодисковых роботов — хотя ранее встречались (например, Citroën C3).
В грузовом транспорте однодисковые роботы продолжают применяться (Eaton Autoshift, Eaton Ultrashift, Volvo I-Shift, Renault Optidriver). У грузовика бывает более десятка передач со сложными схемами переключения (один рычаг выбирает ряд передач, второй — собственно передачу, зачастую один из рычагов является преселектором — переводит передачу, когда водитель выжмет сцепление), и даже полуавтоматическое переключение удобнее, чем полностью ручное. К тому же многие такие роботы частично унифицированы с ручными коробками. Известный недостаток РКПП, унаследованный от ручных коробок — на минимальных скоростях приходится ездить с проскальзыванием сцепления, и водитель лучше робота видит дорожные условия — решается введением понижающих передач, дающих устойчивое движение на скоростях меньше 1 км/ч. Считается, что из всей грузовой техники лучше всех выигрывает от робота магистральный тягач — а не мусоровоз или развозной грузовик.
Однодисковые полуавтоматы часто применяются в автогонках. Иногда наработки гоночных инженеров проникают в спорткары, превращаясь в полноценные роботы (Lamborghini Aventador).